# Björn Olsson
Björn Ingvar Olsson, född 19 augusti 1963 i Partille, är en svensk kompositör, gitarrist och musikproducent. Han har kallats för "Sveriges svar på Ennio Morricone", då hans låtar liksom Morricones (t.ex. i filmen Den gode, den onde, den fule) ofta innehåller visslingar. Olsson har släppt flera musikalbum utan sångtext men med vissling och hummande, kompat med bland annat akustisk gitarr.

## Roll som musiker
Björn Olsson växte upp i Paradiset i Partille. Familjen hade även ett sommarställe på Tjörn. Fadern drev en bensinmack i Sävedalen. Olssons musikintresse kommer från hans far. Han skolkade mycket under gymnasietiden och hoppade sedan av gymnasiet. Efter en period på reklambyrå tog musikkarriären fart i mitten av 1980-talet.
Björn Olsson var delgrundare och gitarrist i rockbanden Union Carbide Productions och The Soundtrack of Our Lives. År 1998 var han tillfällig medlem i The Bear Quartet. Som producent ligger han bakom album som Mando Diaos Infruset (2012) och Håkan Hellströms Det kommer aldrig va över för mig (2013).
År 1997 släppte Olsson sitt första soloalbum på Dolores Recordings med titeln Instrumentalmusik - att sjunka in i... eller kanske försvinna till. Den följdes sedermera upp med de fyra skivor, även de instrumentala, som går under namnet skaldjurssviten. Samtliga är släppta på skivbolaget Gravitation. Från albumet Kräftan 2001 valde man att släppa låten "Tjörn" som singel. Det gjordes även en musikvideo till den och Olsson fick en mindre hit. Från samma skiva har låten "Göteborg" tagits till pensionsförvaltningsbolaget Alectas TV-reklam.
År 2008 släppte det oberoende produktionsbolaget UZI en dokumentär om Björn Olsson. Dokumentären är till stora delar filmad av Olssons vän Marcel Tuores. Dokumentären följer inspelningen av albumet Kräftan, som ägde rum i mitten av september 2001 i ett torp i naturreservatet Ramsvik i Sotenäs. Man får följa med på en resa till New York 1999 och en spelning som Olsson hade där. I dokumentären ingår även filmmaterial från en världsomsegling med segelbåten Locura IX, som Olsson tonsatt och som filmats av Peder Jacobsson, som även filmade ostindiefararen Götheborgs resa till Kina och tillbaka till Sverige 2006–2007.
I oktober 2008 släpptes singeln "Anna Norling" på Gravitation och användes sedan som signaturmelodi till SVT-produktionen Dom kallar oss artister. Senare hamnade den även på albumet Lite nya melodier som släpptes fyra år senare.

## Roll som producent
Olsson har producerat en rad svenska artister, däribland Mando Diao, Franke, Håkan Hellström, The Movements, Alf Robertson, The Embassy, Robert Dahlqvist, Hästpojken, Lena Philipson, Ulf Stureson, och Mattias Alkberg BD. Låtar från hans soloalbum har dykt upp i ny skepnad hos de artister han producerat och då med ny text. År 2012 producerade Olsson Mando Diaos album Infruset och 2013 Håkan Hellströms album Det kommer aldrig va över för mig. Samma år deltog han tillsammans med Martin Elison i Melodifestivalen som kompositör till Anna Järvinens "Porslin", vilket blev utslaget. År 2014 producerade han Mando Diaos album Ælita.

## Diskografi
- Instrumentalmusik - att sjunka in i... eller kanske försvinna till (1997)
- Räkan/UPA (2001)
- Kräftan (2001)
- Krabba (2003)
- Hummer (2005)
- Lite nya melodier (2012)
- Lite fler melodier (2013)
- En liten bit till (2015) (Med Christina Hellström)
- Björn Olsson (2015)
- Västkustrock (2016)
- Ännu fler melodier (2016)
- Jätten (2016, musik från filmen Jätten)
- Måsrock (2018)
- .  En till  (2019)
- Måsrock 2 (2020) (med Anders & Jens Johansson)
- 16 (2022)
- Africa Charter Vol 1 (2024) (med TorstenLarsson)
- Africa Charter vol 2 (2024) (med Torsten Larsson)